# Aleksandr Abt
Aleksandr Wiktorowicz Abt, ros. Александр Викторович Абт (ur. 22 października 1976 w Moskwie) – rosyjski łyżwiarz figurowy, startujący jako solista. Uczestnik igrzysk olimpijskich (2002), medalista mistrzostw Europy, wicemistrz świata juniorów (1991) oraz mistrz Rosji (2003). Zakończył karierę amatorską w 2004 roku.

## Biografia
Zaczął ćwiczyć na łyżwach w wieku 6 lat u trenera Siergieja Wołkowa (Сергей Волков), następnie – u Rafaela Arutiuniana (Рафаэль Арутюнян). W 1996 roku odniósł poważną kontuzję podczas występów w Meksyku.
Na igrzyskach olimpijskich w 2002 zajął 5. miejsce, na mistrzostwach świata w tym samym roku – 4. miejsce. Jest srebrnym medalistą mistrzostw Europy w 2002 i brązowym medalistą mistrzostw Europy w 1998, a także srebrnym medalistą mistrzostw świata juniorów w 1991.
W 1999 roku ożenił się z łyżwiarką Jeleną Pawłową, z którą ma syna Makara (ur. 2000 rok). Emigrował z rodziną do Stanów Zjednoczonych i mieszka w New Jersey. Uczestniczył w występach w Europie, Rosji i Japonii. W 2008 roku wziął udział w programie Lednikowyj pieriod-2 (Ледниковый период-2, Pierwyj kanał), w którym wystąpił w parze z Anastasiją Makiejewą.
W 2009 roku zagrał łyżwiarza w serialu Żarkij lod (Жаркий лёд).

## Osiągnięcia
| Zawody                                | 90–91          | 92–93          | 93–94          | 94–95          | 95–96          | 96–97          | 97–98          | 98–99          | 99–00          | 00–01          | 01–02          | 02–03          | 03–04          |                |                |                |                |
| Międzynarodowe                        | Międzynarodowe | Międzynarodowe | Międzynarodowe | Międzynarodowe | Międzynarodowe | Międzynarodowe | Międzynarodowe | Międzynarodowe | Międzynarodowe | Międzynarodowe | Międzynarodowe | Międzynarodowe | Międzynarodowe | Międzynarodowe | Międzynarodowe | Międzynarodowe | Międzynarodowe |
| ------------------------------------- | -------------- | -------------- | -------------- | -------------- | -------------- | -------------- | -------------- | -------------- | -------------- | -------------- | -------------- | -------------- | -------------- | -------------- | -------------- | -------------- | -------------- |
| Igrzyska olimpijskie                  |                |                |                |                |                |                |                |                |                |                | 5              |                |                |                |                |                |                |
| Mistrzostwa świata                    |                |                |                |                |                |                |                |                | 6              | 8              | 4              |                |                |                |                |                |                |
| Mistrzostwa Europy                    |                |                |                |                |                |                | 3              |                | 4              | 4              | 2              | WD             |                |                |                |                |                |
| GP Finał Grand Prix                   |                |                |                |                |                |                |                | 5              | 4              |                |                | 4              |                |                |                |                |                |
| GP Bofrost Cup on Ice                 |                |                |                |                |                |                | 3              | 2              |                | 4              | 4              | 2              |                |                |                |                |                |
| GP Cup of Russia                      |                |                |                |                |                |                |                | 3              | 2              |                |                | 3              | 6              |                |                |                |                |
| GP NHK Trophy                         |                |                |                |                | 8              |                |                |                |                |                |                |                | 5              |                |                |                |                |
| GP Skate America                      |                |                |                |                | 3              |                | 3              |                | 7              | 5              | 3              | 2              |                |                |                |                |                |
| Nebelhorn Trophy                      |                |                |                | 3              |                |                | 3              |                |                |                |                |                |                |                |                |                |                |
| Zimowa Uniwersjada                    |                |                |                |                |                | 3              |                |                |                |                |                |                |                |                |                |                |                |
| Międzynarodowe: Kategorie młodzieżowe |                |                |                |                |                |                |                |                |                |                |                |                |                |                |                |                |                |
| Mistrzostwa świata juniorów           | 2              | 7              | 8              |                |                |                |                |                |                |                |                |                |                |                |                |                |                |
| Krajowe                               |                |                |                |                |                |                |                |                |                |                |                |                |                |                |                |                |                |
| Mistrzostwa Rosji                     |                |                | 4              | 4              | 18             | 7              | 4              |                | 3              | 3              | 2              | 1              | WD             |                |                |                |                |
| Mistrzostwa ZSSR juniorów             | 1 J            |                |                |                |                |                |                |                |                |                |                |                |                |                |                |                |                |